# IC 5322
IC 5322 је лентикуларна галаксија у сазвјежђу Тукан која се налази на листи објеката дубоког неба у Индекс каталогу.
Деклинација објекта је - 67° 45' 38" а ректасцензија 23h 28m 30,8s. Привидна величина (магнитуда) објекта IC 5322 износи 14,1 а фотографска магнитуда 15,1. IC 5322 је још познат и под ознакама ESO 77-22, AM 2325-680, IRAS 23255-6802, PGC 71536.